# Мауад, Хамиль
Хо́рхе Хами́ль Мауа́д Витт (исп. Jorge Jamil Mahuad Witt; род. 29 июля 1949, Лоха, провинция Лоха, Эквадор) — президент Эквадора с 10 августа 1998 по 21 января 2000 года. Смещён в результате военного переворота.

## Биография
Потомок эмигрантов из Ливана и Германии. Окончил Гарвардский университет, где изучал государственное управление. Член партии «Народная демократия». В 1992—1998 годах был мэром Кито. В 1998 году был избран президентом страны; набрал 1 341 089 (35,3 %) голосов в первом туре и 2 243 000 (51,3 %) во втором, победив «бананового короля» Альваро Нобоа из Эквадорской рольдосистской партии.
В октябре 1998 года подписал в Бразилии соглашение о границе с Перу. Соглашение удовлетворяло обе стороны и заключалось в столетней аренде Эквадором спорного участка территории, остававшегося за Перу. Осенью 1999 года объявил о дефолте по внешнему долгу. 9 января 2000 года из-за сложной макроэкономической ситуации инициировал отказ от национальной валюты — эквадорского сукре — в пользу американского доллара, что вызвало недовольство профсоюзов и индейцев. 21 января индейцы и представители профсоюзов организовали массовые манифестации возле президентского дворца, требуя отставки Мауада. Вечером, когда протестующие попытались ворваться в дворец президента, на их сторону перешёл полк президентской гвардии во главе с Лусио Гутьерресом. Все вместе они вынудили Мауада тайно, на машине «скорой помощи», бежать из города на лояльную военную базу. Переворот подвергся осуждению США и соседних с Эквадором государств, в результате чего на следующий день Хунта национального спасения Гутьерреса передала власть гражданским лицам. 22 января парламент утвердил новым президентом вице-президента Густаво Нобоа. Сам Нобоа, однако, продолжил переход на американский доллар.
После своего свержения живёт в изгнании в США. В 2014 году эквадорский суд заочно приговорил его к 12 годам тюрьмы за растрату госсредств.